# Čekmin
Čekmin (izvirno srbsko Чекмин) je naselje v Srbiji, ki upravno spada pod Mesto Leskovac; slednja pa je del Jablaniškega upravnega okraja.

## Demografija
V naselju, katerega izvirno (srbsko-cirilično) ime je Чекмин, živi 728 polnoletnih prebivalcev, pri čemer je njihova povprečna starost 42,2 let (40,8 pri moških in 43,5 pri ženskah). Naselje ima 275 gospodinjstev, pri čemer je povprečno število članov na gospodinjstvo 3,33.
To naselje je, glede na rezultate popisa iz leta 2002, večinoma srbsko.
|  |

| Demografija | Demografija     | Demografija     |
| Leto        | Št. prebivalcev | Št. prebivalcev |
| ----------- | --------------- | --------------- |
|             |                 |                 |
|             |                 |                 |
|             |                 |                 |
|             |                 |                 |
| 1948        | 1171            |                 |
| 1953        | 1189            |                 |
| 1961        | 1229            |                 |
| 1971        | 1207            |                 |
| 1981        | 1169            |                 |
| 1991        | 1057            | 1020            |
| 2002        | 982             | 915             |
|             |                 |                 |

| Etnična sestava po popisu iz leta 2002 | Etnična sestava po popisu iz leta 2002 | Etnična sestava po popisu iz leta 2002 | Etnična sestava po popisu iz leta 2002 | Etnična sestava po popisu iz leta 2002 |
| -------------------------------------- | -------------------------------------- | -------------------------------------- | -------------------------------------- | -------------------------------------- |
| Srbi                                   | Srbi                                   |                                        | 913                                    | 99,78%                                 |
| Rusi                                   | Rusi                                   |                                        | 1                                      | 0,10%                                  |
| Neznano                                | Neznano                                |                                        | 1                                      | 0,10%                                  |